# Oxycopis thoracica
Oxycopis thoracica är en skalbaggsart som först beskrevs av Fabricius 1801.  Oxycopis thoracica ingår i släktet Oxycopis och familjen blombaggar. Inga underarter finns listade i Catalogue of Life.